# Терентеево (Сафоновский район)

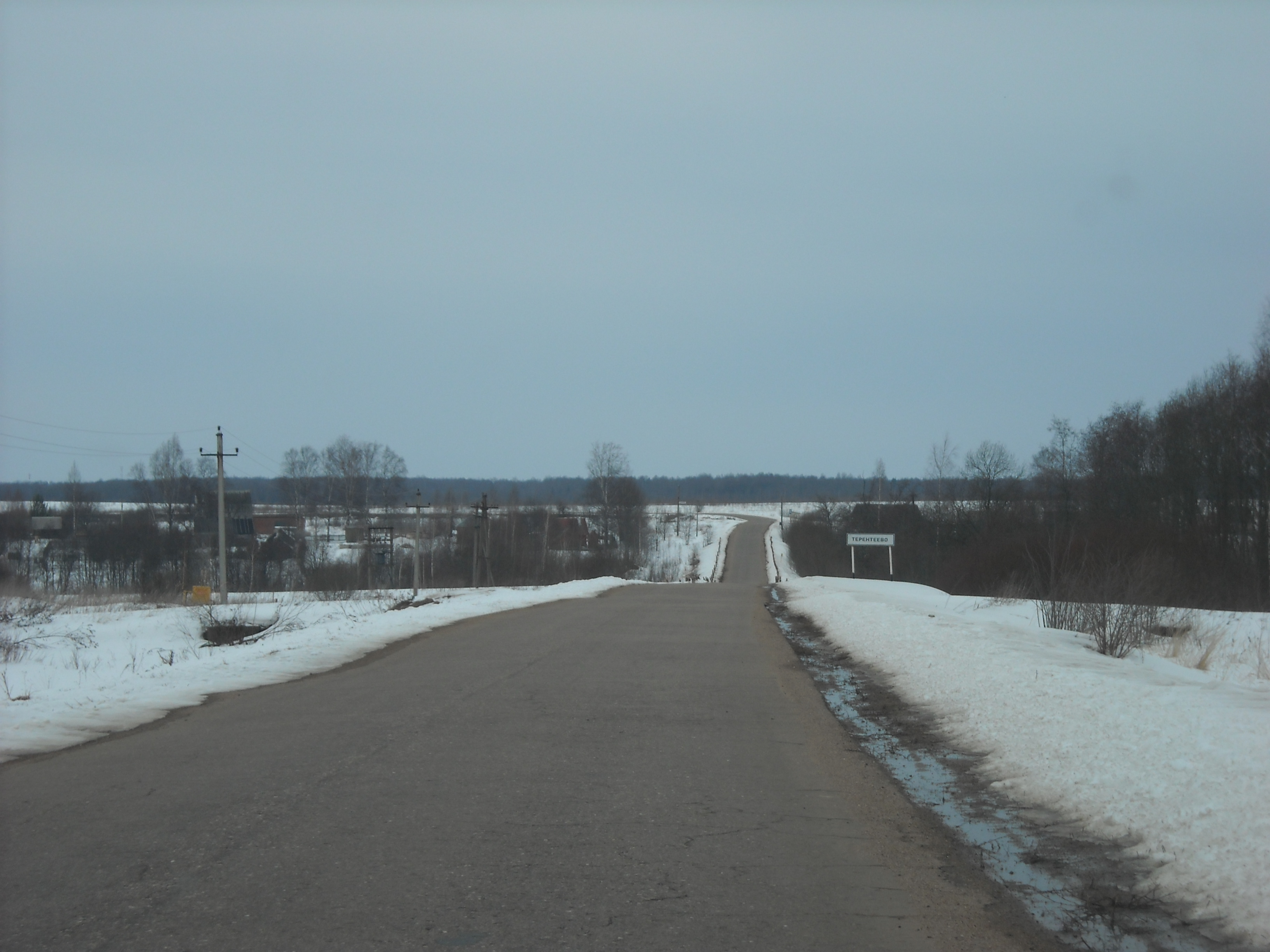
Вид на деревню со стороны автодороги

Теренте́ево — деревня в Смоленской области России, в Сафоновском районе. Население – 38 жителей (2007 год) . Расположена в центральной части области в 6 км к юго-западу от города Сафонова, в 3,5 км южнее автодороги М1 «Беларусь», на берегу реки Каменка. В 1,5 км севернее от деревни железнодорожная станция Макисмово	 на линии Москва — Минск. Входит в состав Пушкинского сельского поселения.
  

## История
В годы Великой Отечественной войны деревня была оккупирована гитлеровскими войсками в сентябре 1941 года, освобождена в 1943 году.